# Hans Christian Hansen (arkitekt)
 Der er flere personer med dette navn, se Hans Christian Hansen.
Hans Christian Hansen (22. september 1901 i Odense – 28. juni 1978 i Hvidovre) var en dansk modernistisk arkitekt.
Hansen var søn af maskinformer Peter Christian Hansen og Karen Marie Rasmussen. Han blev tømrersvend 1919, tog afgang fra Odense Tekniske Skole 1923 og gik på Kunstakademiets Arkitektskole, hvorfra han blev arkitekt 1928. Allerede samme år fik han ansættelse i Stadsarkitektens Direktorat i Københavns Kommune. På daværende tidspunkt fra Poul Holsøe stadsarkitekt. Holsøe blev i 1943 afløst af F.C. Lund, som Hansen fik et frugtbart kunstnerisk samarbejde med. Den væsentligste medarbejder i dette samarbejde var dog Hansens gamle studiekammerat, arkitekten Viggo S. Jørgensen, som også havde fået ansættelse ved kommunen.
På trods af tegnestuens hierarkiske og kollektive karakter, fik Hans Chr. Hansen i efterkrigstiden sat væsentlige selvstændige fingeraftryk på Københavns bybillede, hvilket også blev anerkendt gennem de priser, som blev Hansen til del. I 1960'erne tegnede han en række tekniske bygninger, som er præget af udsøgt fornemmelse for materialiteten, og som samtidig har en monumental, plastisk karakter uden at forråde modernismens principper. Den høje standard i kommunens byggeri vakte berettiget opsigt, også i udlandet. I 1971 gik han på pension.
1937 vandt han den lille guldmedalje og fik samtidig Akademiets rejsestipendium. I løbet af sit liv fik han besøgt det meste af Europa og Rusland.
Hansen modtog Brdr. Overretssagfører L. Sørensen og Arkitekt A. Sørensens Legat 1927, K.A. Larssens Legat 1930, C.F. Hansen Medaillen 1935, Zacharias Jacobsens Legat 1938 og 1939, Eckersberg Medaillen 1943 samt Træprisen 1961. 
Han blev gift 8. marts 1931 i Tikøb Kirke med Valborg Henriette Laurine Hougaard Jensen (19. juni 1910 i Hornbæk -), datter af postbud Julius Chr. J. og Elisabeth Hougaard. Han er begravet på Hornbæk Kirkegård.

## Værker
Alle udført for Stadsarkitektens Direktorat, København, formelt sammen med F.C. Lund:
- Tilskuertribune ved fodboldbanen, Københavns Idrætspark (1936, sammen med Viggo S. Jørgensen, 1. præmie 1934, nedrevet)
- Drengehjemmet Emdrupgård (1937)
- Vaskeribygning, Sundholm (1941)
- Ældreboliger, Ørholmsgade (1943)
- Boligbebyggelse ved Frederikssundsvej og Hulgårds Plads (1944-46)
- Nødboliger med børnehaver flere steder i København (1948)
- Vesterbro Ungdomsgård i Skydebanehaven, Absalonsgade (1952-53)
- Hansted Skole, Rødbyvej 2 (1954-58)
- Transformerstation, Nyborggade (1958-60)
- Plejehospitalet Ringbo, Granvej 14, Bagsværd (1960)
- Transformerstation, Hulgårdsvej 133, Bellahøj (1961-68)
- Transformerstation, Bremerholm 6 (1962-63)
- Plejehospitalet Brøndbylund (1965-66)
- Amager Koblingsstation, Irlandsvej 95 (1966-68)
- Tagensbo Kirke, Landsdommervej (1966-69)
- Gasregulatorstation, Bellahøj (1967-68)
- Gasværksvejens Skole, Vesterbro (1969-71)

### Konkurrenceprojekter sammen med Viggo S. Jørgensen
- Dyssegårdskirken, Hellerup (1930, 2. præmie)
- Tilskuertribune ved fodboldbanen, Københavns Idrætspark (1934, 1. præmie, udført)
- Betonhus for Dansk Cement Central (1934, 1. præmie)
- Bibliotek, Nyborg (1935, 2. præmie)
- Sparekassen for Nyborg og Omegn (1937, 2. præmie)
- Gymnasium, Herning (1938, 2. præmie)
- Kirke i Vanløse (1939, 2. præmie)
- Småhuse for Akademisk Arkitektforening (1941, 1. præmie)
- Sekskantet kirke i Munkebjerg, Odense (1942, 1. præmie)
- Mosegårdsskolen, Gentofte (1942, 2. præmie)
- Minde for Ole Rømer (1944, 2. præmie)
- Desuden adskillige præmierede bidrag til konkurrencer om møbler og sølvtøj

## Eksterne kilder
- Wikimedia Commons har flere filer relateret til Hans Christian Hansen (arkitekt)